# 5990 Panticapaeon
5990 Panticapaeon è un asteroide della fascia principale. Scoperto nel 1977, presenta un'orbita caratterizzata da un semiasse maggiore pari a 2,2429263 UA e da un'eccentricità di 0,0951356, inclinata di 7,01854° rispetto all'eclittica.